# Lucian Pulvermacher
Lucian Pulvermacher (20 de abril de 1918 - 30 de noviembre de 2009) fue un sacerdote católico alemán, considerado un antipapa, aunque no un antipapa histórico.
Fue la máxima figura de la Iglesia Católica Verdadera, un pequeño grupo conclavista, que afirmaba que el papa Juan Pablo II y sus precursores inmediatos ni eran católicos verdaderos ni eran papas verdaderos, y que un papa nuevo, legítimo, podría ser elegido por el remanente fiel del movimiento sedevacantista. Fue elegido papa por la Iglesia Católica Verdadera con el nombre de Pío XIII en octubre de 1998. Residió en su sede papal en los Estados Unidos (en Springdale, Washington).
- Datos: Q521835